# Het vee is de trots en het aanzien van de boer
Het vee is de trots en het aanzien van de boer is een hoorspel van Ton van Reen. De NCRV zond het uit op zondag 11 november 1973, van 22:05 uur tot 22:40 uur. De regisseur was Ab van Eyk.

## Rolbezetting
- Jan Wegter (Natan, een oudere veeboer)
- Hein Boele (Tom, zijn zoon)
- Donald de Marcas (Jossup, een Indiaan)

## Inhoud
In dit hoorspel tekent de auteur de situatie van de Indiaan in Noord-Amerika. De grote herenboer Natan krijgt pech in een arm dorpje waar nog wat Indianen wonen: de auto waarin hij met zijn zoon Tom rijdt, krijgt plotseling twee lekke banden. Natan wil eerst doorrijden, omdat hij doodsbang is met de Indianen in aanraking te komen. Tom haalt hem over te blijven. Dan ontmoeten ze Jossup, een Indiaan die Natan nog kent van zijn ouderlijk huis, waar Jossup wel als smid langs kwam om wat te verdienen. Het gesprek dat volgt, verloopt voor Natan niet zo plezierig. Op een gegeven moment zegt Jossup: “Wij zijn soms zo eerlijk dat we nemen wat anderen ons hebben afgenomen. Dat ben je toch geheel met ons eens?” Natan moet er aan geloven, of hij wil of niet. Z’n geld, dat bestemd was voor de aankoop van nog meer koeien, wordt in beslag genomen door Jossup. In het gesprek dat Natan later met z’n zon heeft, blijkt dat hij van dit voorval toch iets geleerd heeft…